# Fortaleza de Atskuri
La Fortaleza de Atskuri (en idioma georgiano: აწყურის ციხე) es una fortaleza feudal georgiana en la orilla derecha del río Kurá, aproximadamente a 30 kilómetros de Borjomi , en la región de Samtsje-Yavajeti.

## Historia
Construida en el siglo X, la fortaleza Atskuri fue un importante bastión para la defensa de Georgia durante la Edad Media. 
En 1260, el ejército mongol, encabezado por Argun Aka, asedió la fortaleza cuando el rey David de Georgia se rebeló contra el gobierno mongol. A finales del siglo XIII, un poderoso terremoto sacudió toda el área y la fortaleza. El edificio se encuentra en ruinas y no presenta una estructura  homógena, aunque todavía hay el antiguo túnel de entrada a la prisión excavado en la roca. Los muros de la fortaleza se conservan las partes bajas que se confunden con las rocas del propio terreno empinado de la montaña.
Ha sido declarado monumento cultural de importancia nacional de Georgia.